# Lutz Heck
Ludwig Georg Heinrich Heck, meglio noto come Lutz Heck (Berlino, 23 aprile 1892 – Wiesbaden, 6 aprile 1983), è stato uno zoologo e biologo tedesco, ricercatore e autore di libri su animali. Fu direttore del Zoologischer Garten Berlin e membro delle SS con il grado di Hauptsturmführer. Insieme al fratello Heinz Heck, anch'egli zoologo, diresse due progetti di breeding back che portarono alla selezione dei c.d. "Bovino di Heck" e "Cavallo di Heck", presentati dai due ricercatori quali ricostruzione selettiva degli estinti Uro (Bos taurus primigenius) e Tarpan (Equus ferus ferus).

## Biografia
Figlio terzogenito di Margarete e Ludwig Heck (1860-1951), direttore del Zoologischer Garten Berlin dal 1888 al 1931, Lutz crebbe con il fratello Heinz nel parco dello zoo, ove si interessò molto agli animali ed alla zoologia sin dalla tenera età. Fu anche influenzato dagli esploratori coloniali tedeschi amici del padre e dai loro racconti sull'Africa. Lutz studiò nella facoltà di biologia presso l'Università di Berlino (periodo nel quale si unì alle forze di volontariato combattendo contro i socialisti per le strade della capitale), conseguì il dottorato nel 1922 ed ebbe a Halle le prime esperienze lavorative. Nel 1925, Lutz si unì ad una spedizione di raccolta esemplari per lo zoo berlinese in Etiopia ed entrò nella direzione dell'istituto nel 1927.
Nel 1928, Heinz Heck divenne direttore dello zoo di Hellabrunn (Monaco di Baviera), il più importante giardino zoologico della Germania meridionale, ed il fratello iniziò a collaborare con lui ad un azzardato progetto di breeding back finalizzato alla ricostituzione selettiva di estinti animali selvatici partendo dagli animali domestici dagli stessi selezionati nel corso dei secoli. Obiettivo del progetto (che avrebbe impegnato gli Heck per oltre un ventennio) divenne, specificatamente, la ricostituzione di due distinti animali: l'Uro (Bos taurus primigenius), antenato della vacca domestica, ed il Tarpan (Equus ferus ferus), antenato del cavallo domestico. Esito, ancora oggi molto discusso, del progetto fu la creazione dei c.d. "Bovino di Heck" e "Cavallo di Heck". L'esperimento venne criticato sulla base del fatto che un animale estinto non fosse più, per definizione, ricreabile. Secondo la teoria dei fratelli Heck, invece, i geni di un animale estinto esistevano ancora nei suoi discendenti (v. "neontologia") e l'animale poteva pertanto essere ricreato.
Nel 1935, Lutz si recò in Canada per ottenere esemplari di bisonti ed alci per lo zoo. Il viaggio, sostenuto da Hermann Göring, servì anche come esercizio di pubbliche relazioni, permettendo a Lutz di approcciare gli espatriati tedeschi in loco per predicare i benefici del nazionalsocialismo. Nel 1937, Lutz si iscrisse al NSDAP (tessera numero 3.934.018). L'aperta adesione al nazismo (nel 1938 aveva appoggiato la legge che interdì agli ebrei l'accesso agli zoo) e l'appoggio di Göring (grande appassionato di leoni che allevava nella sua residenza "Carinhall" e poi consegnava, da adulti, allo zoo di Heck) gli garantirono a questo punto il successo: nominato "professore" per un capriccio di Hitler, venne messo a capo del Oberste Naturschütz Behörde im Reichsforstamt, a riporto diretto di Göring quale Ministro del Reich per le Foreste, nell'aprile del 1941.
Heck era convinto che gli zoo dovessero consentire lo stretto contatto tra animali ed umani e teorizzò degli zoo per bambini (c.d. "Kinderzoo") ove ai fanciulli fosse possibile "toccare" gli animali per trarne così un beneficio spirituale e poter crescere meglio comprendendo la visione del mondo nazista. Fatte salve queste teorie e le azioni di "saccheggio zoologico" perpetrate nei territori occupati, la militanza nazista di Heck fu abbastanza morbida. Nel 1943, appunto, partecipò a una riunione delle SS organizzata dall'amico Eduard Tratz, Direttore del Museo di Storia Naturale di Salisburgo, SS Obersturmbannführer, durante la quale gli venne appuntato che sebbene fosse stato accolto nelle SS non aveva mai dato seguito alla cosa.
Grazie all'occupazione della Polonia, Lutz poté acquisire gli animali più preziosi dello zoo di Varsavia, portandoli nei giardini zoologici tedeschi. Più in generale, i vari territori occupati fornirono a Lutz ed Heinz Heck vari esemplari di cavalli da utilizzare nel loro progetto di breeding back del Tarpan.

Al termine della battaglia di Berlino, Lutz si riparò con la moglie in Baviera per sfuggire all'Armata Rossa. Fu sostituito nella direzione dello zoo berlinese da Katharina Heinroth, figlia dell'etologo Oskar Heinroth.
Nel 1984, un anno dopo la sua morte, un busto commemorativo di Heck venne posato nello zoo di Berlino. Nel 2015 ne venne richiesta la rimozione in ragione del contributo di Lutz Heck alla causa nazista ma si preferì aggiungere al busto una targa esplicativa del coinvolgimento di Heck con il nazismo.

## Nei media
Il lavoro di Lutz Heck è ricostruito in un documentario della BBC Radio 4 The Quest for the Aryan Cow, presentato dall'emittente e giornalista Jon Ronson e prodotto da Beth O'Dea. Il documentario "Hitler's Jurassic Monsters" presentato dal National Geographic Channel affronta il suo lavoro nella foresta di Bialowieza. Il suo personaggio controverso, in veste di SS, viene ricordato nel film La signora dello zoo di Varsavia, interpretato da Daniel Brühl.